# Peter Žulj
Peter Žulj (pronunciación en croata: [ʒûːʎ]; Wels, Alta Austria, 9 de junio de 1993) es un futbolista austriaco. Juega de centrocampista en el Buriram United F. C. de la Liga de Tailandia y con la selección de Austria.

## Trayectoria
Comenzó su carrera en las inferiores del Rapid de Viena, aunque nunca jugó para el primer equipo del club. Tras pasar a préstamo por el S. V. Grödig y el T. S. V. Hartberg de la primera liga de Austria, en enero de 2014 fichó por el Wolfsverger A. C. de la Bundesliga.
El 9 de mayo de 2018, ya jugando por el S. K. Sturm Graz, jugó la final de la Copa de Austria 2017-18, donde su equipo venció al Red Bull de Salzburgo en el tiempo extra.
En enero de 2019 fichó por 3 años y medio por el R. S. C. Anderlecht. Tras dos años en el conjunto malva, el 11 de enero de 2021 fue cedido al Göztepe S. K. hasta final de temporada. Tras la misma siguió en Turquía después de fichar por el Estambul Başakşehir F. K. Después de medio año en este equipo, en enero de 2022 salió a préstamo al MOL Fehérvár F. C. antes de irse en septiembre a China para jugar hasta finales de 2023 en el Changchun Yatai. Finalmente permaneció en el equipo hasta 2024 y en enero de 2025 se unió al Buriram United F. C.

## Selección nacional
Ha representado a Austria en categorías inferiores. 
Debutó con la selección a Austria el 27 de marzo de 2018 en la victoria por 4-0 sobre Luxemburgo en un encuentro amistoso.

## Clubes
| Club                        | País      | Año       |
| --------------------------- | --------- | --------- |
| S. K. Rapid Viena II        | Austria   | 2010-2014 |
| S. V. Grödig (préstamo)     | Austria   | 2011-2012 |
| TSV Hartberg (préstamo)     | Austria   | 2013-2014 |
| Wolfsberger A. C.           | Austria   | 2014-2015 |
| F. C. Admira Wacker         | Austria   | 2015-2016 |
| S. V. Ried                  | Austria   | 2016-2017 |
| S. K. Sturm Graz            | Austria   | 2017-2018 |
| R. S. C. Anderlecht         | Bélgica   | 2019-2021 |
| Göztepe S. K. (préstamo)    | Turquía   | 2021      |
| Estambul Başakşehir F. K.   | Turquía   | 2021-2022 |
| MOL Fehérvár F. C. (cedido) | Hungría   | 2022      |
| Changchun Yatai             | China     | 2022-2024 |
| Buriram United F. C.        | Tailandia | 2025-     |

## Palmarés

### Títulos nacionales
| Título          | Club             | País    | Año     |
| --------------- | ---------------- | ------- | ------- |
| Copa de Austria | S. K. Sturm Graz | Austria | 2017-18 |

## Vida personal
Nació en Wels, Austria, y es descendiente de croatas. Es el hermano menor del también futbolista profesional Robert Žulj.